# Pieter Crijnse Volmarijn
Pieter Crijnse Volmarijn, né en 1629 et décédé en 1679 à Rotterdam, est un peintre siècle d'or néerlandais.
Selon le RKD, il est élève de Hendrick Martensz Sorgh et Nicolaus Knüpfer et travaille à Utrecht. Il est peut-être le fils ou le neveu de Crijn Hendricksz Volmarijn.